# 木村會
明道會（めいどうかい）は、愛媛県松山市に本部を置いていた暴力団で、六代目山口組の三次団体。旧木村會。

## 略歴

### 初代
- 1973年、木村阪喜は、木村組を結成し、加茂田組に参画した。
- 加茂田組若頭補佐に就任した。
- 1986年、木村組から木村會に改称した。
- 1988年5月、加茂田組は、解散した。
- 1988年11月、二代目山健組に参画し、二代目山健組舎弟に就任した。
- 1989年、三代目山健組に参画し、三代目山健組舎弟頭補佐に就任した。
- 2004年、三代目山健組舎弟頭に就任した。
- 2005年11月5日、六代目山口組に昇格した。
- 2012年、六代目山口組幹部に就任した。
- 2015年3月、六代目山口組幹部木村會会長木村阪喜は、引退した。

### 二代目
- 2015年12月、木村會若頭喜竜会会長山本彰彦は、二代目木村會会長に襲名し、大同会に参画後、大同会舎弟頭補佐に就任した。

- 2016年2月24日、六代目山口組・大同会を離脱し、神戸山口組に若中として移籍。大同会から絶縁。

- 2016年3月20日、引退していた初代会長木村阪喜?に六代目山口組から絶縁状が出る。
- 2019年4月、神戸山口組幹部に昇格。
- 2019年5月、神戸山口組若頭補佐に昇格。
- 2020年8月15日午後9時20分ごろ、山口県岩国市装束町4丁目の住宅付近の路上で、前原順一会長補佐（52）が拳銃のようなもので撃たれて負傷した。犯人は逃走中。
- 2020年8月19日、神戸山口組若頭補佐であった山本彰彥が六代目山口組に移籍し、六代目山口組若頭高山清司の預かりとなる。
- 2020年8月20日、神戸山口組から破門。
- 2020年9月、組織名を明道會に改称。

## 初代
- 初代 - 木村阪喜（六代目山口組幹部／三代目山健組舎弟頭／二代目山健組舎弟／加茂田組若頭補佐）2015年03月引退

## 二代目
- 二代目 - 山本彰彦（神戸山口組若頭補佐／大同会舎弟頭補佐／木村會若頭）

- 構成

- 會長 - 山本 彰彦
- 最高顧問-池田 明徳（池田連合会）
- 顧問 - 木村 菜通義　（義臣会）
- 相談役‐　植田 慎二　（練誠会）
- 若　頭 - 山口 耕司（二代目山崎組組長）
- 舎弟頭 - 田渕 新吾（阪新会）
- 会長補佐‐前原 順一（二代目喜竜會會長）
- 会長補佐‐荒井 隆二（荒井総業）
- 統括委員長 - 渡辺 宏一（六代目小田原会会長）
- 総本部長 - 矢吹 光（矢吹会）
- 舎弟頭補佐‐野本 浩二（阪新会副会長）
- 本部長-越智 康之（越智組組長）
- 幹事長 - 岡 充弘（岡組組長）
- 若頭補佐‐ 笹木久嗣
- 若頭補佐 - 網江 隆
- 若頭補佐-出水 至人（二代目愛伸会会長）
- 幹部‐金子 征稔
- 幹部‐出海 康三
- 会長秘書-曽我部 光晴　（三代目柳生会会長）
- 若中‐宮崎 心一
- 若中-藤本 秀暢　（三代目土居組組長）
- 若中-小倉 伸也